# Роже-Франсуа Ваян
Роже-Франсуа Ваян (16.Х 1907, Асі-ан-Мюльтьєн, деп. Уаза — 12.V 1965, побл. м. Бурк-ан-Бреса) — французький письменник та громадський діяч.

## Життєпис
Член Французької Компартії з 1952 року. Учасник Руху Опору. Твори Ваяна 1920-х років позначені впливом модернізму. Романи «Дивна гра» (1945), «Самотній молодик» (1951) присвячені боротьбі французьких підпільників проти гітлерівців. У романі «Тверда хода, вірне око» (1950) відтворено політичну ситуацію післявоєнної Франції, наступ реакції. П'єса «Полковник Фостер визнає себе винним» (1952) ілюструє «брудну війну» США в Кореї. У романі «Бомаск» (або «П'єретта Амабль», 1954) описана боротьба робітницького класу за свої права. Після 1956 року в творчості Ваяна помітний різкий спад. Натуралістичні романи «Закон» (1957), «Свято» (1960), «Форель» (1964) пропонують аполітизм та індивідуалізм.

## Український переклад
- Полковник Фостер визнає себе винним. К., 1953;
- П'єретта Амабль. К., 1956.